# Another Forever
Another Forever (también conocida como Para siempre) es una película colombobrasileña dirigida y coescrita por Juan Zapata. Estrenada en el año 2016, fue protagonizada por Daniela Escobar, Marlon Moreno, Peter Ketnath y Bárbara Scolaro. Obtuvo varios reconocimientos a nivel nacional e internacional, entre los que destacan el premio a mejor largometraje extranjero en el Festival de Cine Independiente de Los Ángeles, mejor película en el Bogotá Film Festival y mejor largometraje en el Accolade Global Film Competition, además de participar en varios festivales.

## Sinopsis
Alice es una mujer de 40 años que, como todos, vivió momentos felices y decepciones. Cuando todo parecía encaminarse, pierde a John, su compañero, situación que la hace perder la esperanza y el deseo de vivir. En medio de sus fantasmas, toma la decisión de alejarse de la tristeza y huir del luto.

## Reparto
- Daniela Escobar es Alice.
- Marlon Moreno es John.
- Bárbara Scolaro es Ana.
- Peter Ketnath es Tom.
- Mary Pedroso es la vecina de Ana.